# .kkrieger
.kkrieger es un videojuego desarrollado por .theprodukkt en 2004 para Microsoft Windows.

## Temática
.kkrieger (del alemán: Krieger, guerrero) es un juego FPS creado por la compañía .theprodukkt que ganó un premio  en la competición Breakpoint en 2004. A la fecha, el juego aún se mantiene en estado beta.
Su principal característica que lo hace destacable es su tamaño, ya que ocupa tan solo 97 KB y es un juego con potentes gráficos 3D de última generación.

## Generación procedimental
.kkrieger hace un uso intensivo de métodos de generación procedimentales. Las texturas que requiere el juego en un momento dado son almacenadas en un historial en vez de ser almacenadas píxel a píxel, por lo que solo requiere de dichas texturas almacenadas y de un generador de código para ser compilado en el ejecutable, produciendo así un ejecutable de un tamaño relativamente pequeño.

## Requisitos mínimos
- Intel Pentium III o AMD Athlon a 1.5 GHz (o superior).
- 512 MB de memoria RAM.
- GeForce4Ti (o superior)/ ATI Radeon 8500 (o superior) compatible PixelShader 1.3, preferentemente con 128 MB o más de VRAM
- Hardware de sonido.
- DirectX 9.0b.

## Recepción
El juego ganó dos premios de desarrolladores de juegos alemanes en el Deutscher Entwicklerpreis en 2006, en Innovación y avance.
El sitio web de juegos Acid-Play le dio al juego 2/5 estrellas y una crítica mixta, alabando principalmente el tamaño del juego, llamándolo "un juego no característico, pero cuyas limitaciones rompen las barreras en términos de lo que se puede hacer" y finalmente afirma que "Nunca encontrarás un juego que tenga tanto y se presente en un paquete tan pequeño".